# Batalla del Peñón de Frigiliana
La batalla del Peñón de Frigiliana o de Bentomiz fue un episodio de la Rebelión de las Alpujarras que tuvo lugar en junio de 1569 en la localidad de Frigiliana, en la actual provincia de Málaga, comunidad autónoma de Andalucía, España.
La rebelión morisca que había estallado en la Navidad de 1568 llegó a Bentomiz en abril de 1569, cuando el morisco Almueden acompañado por Andrés el Xorairán y Abén Audalla se dirigen a Canillas de Aceituno para liberar a su esposa, prisionera de un cristiano. Pero el 11 de junio de 1569, Luis de Requesens, al mando de 6000 hombres desencadena una ofensiva que acabaría con la derrota morisca.